# Fenotiazin
Fenotiazin je organska spojina, ki se pojavlja v različnih antipsihotikih in antihistaminskih drogah. S kemijsko formulo je Fenotiazin zapisan takole: S(C6H4)2NH. Njegova rumena triciklična spojina je topna v ocetni kislinim, benzenu in etru. Fenotiazin se mnogo uporablja pri proizvodnji zdravil, barvil in insekticidov. V kemiji in farmakologiji so vsi del njih, s spremembo posameznih delov molekule (zlasti za nadomestitev) drugotnega pomena skupini fenotiazinski derivati.
Snov se uporablja kot strojno olje.

## Ugotovitve o nevarnih lastnostih
Fenotiazin je škodljiv za vodne organizme, saj lahko povzroči dolgotrajne škodljive učinke na vodno okolje in povzroči lahko tudi alergijsko reakcijo. Pripravek fenoteazina ni razvrščen med vnetljive, vendar je kljub temu gorljiv.

## Ukrepi za prvo pomoč
Vdihovanje
V primeru vrtoglavice ali slabosti je treba ponesrečenca prenesti na svež zrak, če pa se pojavljajo trajajoče teževa je treba poiskati zdravniško pomoč.
Zaužitje
Pri zaožitju fenoteazina je treba usta sprati z veliko vode, poiskati zdravniško pomoč in ne izzvati bruhanja.
Stik s kožo in očmi
Onesnažena in s produktom prepojena oblačila je treba takoj sleči. Ko pride Fenoteazin v stik s kožo jo je treba temeljito sprati z vodo in milom, v primeru trajajočih težav pa poiskati zdravniško pomoč. Pri uporabi visokotlačne opreme lahko produkt prehaja skozi kožo. če pride do prehajanja produkta skozi kožo je treba ponesrečenca takoj napotiti v bolnišnico in ne čakai da se simptomi razvijejo. Če pa pride Fenoteazin v stik z očmi jih je treba z odprtimi vekami spirarti pod tekočo vodo najmanj 15 minut, v primeru trajajočih težav pa poiskati zdravniško pomoč.

## Ukrepi ob požaru
Posebne nevarnosti
Posebno nevarnost pri požaru lahko povzročijo produkti ki se sproščajo med požarom. Najbolj pogosti so kompleksna mešanica letečih trdih ter tekočih delcev ter plinov, ogljikov monoksid ter nedefinirane organske in anorganske spojine.
Primerna sredstva za gašenje
Primerno sredstvo za gašenje je pena ali pa suh kemični prah. V primeru manjših požarov se pa lahko uporablja tudi ogljikov dioksid, pesek in zemlja.
Posebna zaščitna oprema za gasilce
Pri gašenju je treba uporabiti samostojen dihalni aparat, ter uporabiti zaščitna sredstva.

## Ravnanje
Kadar pride do [[tvorjenje|tvorjenja hlapov, meglic ali aerosolov poskrbimo za ustrezno lokalno odsevanje. Preprečiti moramo dolgotrajen stik produkta s kožo, kadar pa se rokujemo s produktom v sodih je treba nositi zaščitno obutev in zaščitne rokavice. Preprečiti moram razlitje produkta, materiale ki pa smo jih uporabili za absorbacijo produkta pa je treba takoj odstarniti v skladu s predpisi, saj predstavljajo požarno nevarnost.

## Skladiščenje
Izdelek je treba hraniti v originalno tesno zaprti embalaži s primerno oznako in etiketo. Hraniti ga je treba v hladnem, suhem in dobro prezračenem prostoru. Zavarovati ga moramo tudi pred direktno sončno svetlobo, viri vročine in močnimi oksidacijskimi sredstvi. Za skladiščenje produkta je priporočeno lahko jeklo ali polietilen visoke gostote. Neustrezen material za skladiščenje pa je pvc. Temperatura skladiščenja je od 0 do 50 °C. Kontejnerje iz polietilena ni dobro izpostavljati visokim temperaturam, zaradi nevarnosti zvitja.

## Fizikalne in kemijske lastnosti
Fenotiazin je tekočina, ki je rumenkasto rjave barve in šibkega vonja. V vodi ni topen oziroma se zelo malo meša.
Fenotiazin je stabilen pri normalnih pogojih uporabe in skladiščenja. Izgogibati se moramo ekstremnim temperaturam in direktni sončni svetlobi. Nezdružljive snovi so močno oksidacijske snovi. Nevarnih produktov razkroja pri pravilnem skladiščenju in uporabi ni.
Pripravek je tekoč v različnih okoljskih pogojih, plava na vodi in ob primerih izlitja v zemljo se veže na delce in ne prodira dalje. Od večine sestavin produkta je pričakovati da se bodo biološko razgradila, vendar produkt vsebuje tudi sestavine, ki se lahko akumulirajo v okolju.

## Zakonsko predpisani podatki o predpisih
- Uvrstitev:

R stavki:

R52/53 zelo strupeno za vodne organizme
S stavki:

S2 hraniti izven dosega otrok
S61 ne izpuščati/odlagati v okolje
- Oznaka:

- Dražilna snov
- Nevarna za okolje